# Polietery
Polietery − grupa organicznych związków chemicznych, oligomery lub polimery zbudowane główne z łańcuchów zawierających wiązania eterowe (C-O-C). Polietery mogą być zarówno otwartołańcuchowe jak i cykliczne.
Większość polieterów to polimery o dużej tendencji do krystalizacji, o dużej odporności mechanicznej, nadające się na tworzywa konstrukcyjne posiadające jednak stosunkowo niskie temperatury topnienia (w porównaniu z poliamidami i poliestrami). 
Do grupy polieterów zaliczają się także żywice epoksydowe - powszechnie wykorzystywane jako kleje dające spoiny o dużej wytrzymałości mechanicznej.

## Otrzymywanie
Polietery otrzymuje się na wiele sposobów.

### Polimeryzacja z otwarciem pierścienia cyklicznych oksanów
Najstarszą i wciąż wykorzystywaną metodą jest polimeryzacja z otwarciem pierścienia cyklicznych oksanów - zwłaszcza trioksanu - które powstają w wyniku samorzutnej cyklizacji aldehydów:
Z trioksanu, będącego produktem cyklizacji formaldehydu produkuje się poliformaldehyd, zwany także poli(tlenkiem metylenu), (handlowa nazwa Delrin, POM), który jest znakomitym tworzywem włóknotwórczym, z którego produkuje się m.in. żyłki dla wędkarzy, struny do gitar itp.

### Reakcja kondensacji bifenoli
Drugą metodą syntezy polieterów jest reakcja kondensacji bifenoli - czyli alkoholi aromatycznych zawierających dwie grupy OH z samymi sobą lub z alkilowymi diolami:
Otrzymuje się w ten sposób poli(tlenek fenylenu) (PTF) polimer o jednocześnie wysokiej odporności mechanicznej i termicznej, poli(tlenek propanu) (PPO), polimer o podobnych własnościach jak poli(tlenek metylenu) oraz całą gamę bardziej rozbudowanych polieterów aromatycznych, takich jak przedstawiony powyżej kopolimer bisfenol A - etylen

### Polimeryzacja z otwarciem pierścienia epoksydów
Trzecią metodą syntezy polieterów jest polimeryzacja z otwarciem pierścienia epoksydów, którą katalizują nawet śladowe ilości kwasu lub zasady:
Można w ten sposób otrzymywać liniowe polietery takie jak poli(tlenek etylenu) ale reakcja ta ma szczególne znaczenie przy produkcji żywic epoksydowych. Sam poli(tlenek etylenu), zakończony na obu końcach grupami hydroksylowymi jest stosowany jako substrat do produkcji poliureatanów, oraz emulgator w przemyśle farmaceutycznym i kosmetycznym.